# José Seade
José Antonio Seade Kuri (né à  Mexico, le 20 mai 1954) est un mathématicien, chercheur et universitaire mexicain. Il a été président de la Société mexicaine de mathématiques (1986-1988) et chef de l'unité étrangère de l'Institut de mathématiques de l'Université nationale autonome du Mexique (UNAM) dont le siège est à Cuernavaca (2001-2004). Il est chercheur de niveau III dans le Système national de chercheurs (es) du gouvernement du Mexique depuis 1999 et directeur de l' Institut de mathématiques de l'UNAM depuis 2014.

## Formation académique
Seade Kuri a obtenu sa licence en mathématiques à la Faculté des Sciences de l'université nationale autonome du Mexique (UNAM) en 1976. Il a fait des études de master et obtenu un doctorat en topologie algébrique à l'université d'Oxford sous la direction de Brian Steer de Nigel Hitchin en 1980 (titre de la thèse : The quotient of some classical groups by discrete subgroups and homotopy).

## Activité professionnelle
Il intègre l'Institut de Mathématiques de l'université nationale autonome du Mexique comme chercheur à temps complet en 1980 et travaill à l'unité de Cuernavaca en 1996. Il est chercheur de niveau III du Système national de chercheurs du gouvernement du Mexique et chercheur titulaire de classe C de l'Institut de Mathématiques de l'UNAM, où a été reconnu au niveau D du PRIDE.

## Travaux scientifiques
Les travaux scientifiques de Seade Kuri concernent principalement la théorie de singularités et des systèmes dynamiques. En théorie des singularités il a contribué à l'étude du comportement des fonctions analytiques près de ses points critiques. Il a aussi généralisé à des grandes dimensions de la théorie classique de groupes de Klein. Cette étude a des points communs avec la gométrie hyperbolique complexe.
Ses travaux de recherche comportent plus de 60 articles et trois monographies. Deux d'elles ont été publiées dans la série «Progress in Mathematics» de  Birkhäuser en 2005 et 2012, et la troisième  dans la série «Lecture Notes in Mathematics» de Springer-Verlag,,. Un livre publié par la Faculté de Sciences de la UNAM a été traduit à l'anglais et publié par Birkhäuser

## Contributions au développement  des mathématiques
Pendant sa présidence de la Société mathématique mexicaine (1986-1988) ont été créées les Olympiades mexicaines de mathématiques. Il a aussi été fondateur de la première École de mathématiques de l'Amérique latine et des Caraïbes, l'EMALCA, dans le cadre du programme d'écoles de l'Union mathématique de l'Amérique Latine et des Caraïbes, UMALCA, qui est maintenant étendue à toute l'Amérique latine.
En 2009, il a fondé au sein de l'Institut de Mathématiques de la UNAM à Cuernavaca, le Laboratoire International de Mathématiques Solomon Lefschetz (LAISLA), laboratoire qui est associé au Centre national de la recherche scientifique (aussi connu sous l'acronyme LaSol) et au Conseil national de science et technologie du Mexique ; il en est coordinateur scientifique,. La convention de création de l’Unité mixte internationale (UMI) LaSol a été signée à Mexico le 25 avril 2017, à l’occasion des journées « UMI des Amériques » qui se déroulaient cette année-là au Mexique. La signature de l’UMI a été suivie d’un colloque d’inauguration à Cuernavaca.

## Prix et distinctions
Seade est membre de l'Académie mexicaine des sciences (en) et de l'Académie des sciences du monde (TWAS). Il a été chercheur visiteur à l'Université de Durham en Angleterre avec un Alan David Richards Fellowship et à l'École normale supérieure de Lyon en France en tant que Professeur de  Classe Exceptionnelle.
Il fait partie du groupe de directeurs de la Banff International Research Station, du comité scientifique de la Paciﬁc Rim International Mathematical Association,.
Il a reçu le prix Ferran Sunyer i Balaguer en 2005 et 2012, pour ses livres  « On the topology of isolated singularities in analytic spaces » et « Complex Kleinian Groups».

## Ouvrages (sélection)
- (en) José Seade, On the Topology of Isolated Singularities in Analytic Spaces, Bâle, Birkhäuser Bâle, coll. « Progress in Mathematics » (no 241), 2006, xiv+238 (ISBN 978-3-7643-7395-5 et 978-3-7643-7322-1, lire en ligne).

- (en) Angel Cano, Juan Pablo Navarrete et José Antonio Seade Kuri, Complex Kleinian Groups, Basel/New York, Birkhäuser Bâle, coll. « Progress in Mathematics » (no 303), 2013, xx+272 (ISBN 978-3-0348-0481-3 et 978-3-0348-0480-6, présentation en ligne).

- (en) Ana Irene Ramírez Galarza et José Seade (trad. de l'espagnol), Introduction to Classical Geometries, Basel/Boston, Birkhäuser, 2007, x+220 (ISBN 978-3-7643-7518-8 et 978-3-7643-7517-1, lire en ligne) — 'édition originale en espagnol a été publiée par Las Prensas de Ciencia of the Universidad Nacional Autónoma de Mexico.